# Bashan Shuiku
Bashan Shuiku är en reservoar i Kina. Den ligger i provinsen Shandong, i den östra delen av landet, omkring 160 kilometer sydost om provinshuvudstaden Jinan. Bashan Shuiku ligger 167 meter över havet. Arean är 15,8 kvadratkilometer. Trakten runt Bashan Shuiku består till största delen av jordbruksmark. Den sträcker sig 8,0 kilometer i nord-sydlig riktning, och 8,6 kilometer i öst-västlig riktning.
Genomsnittlig årsnederbörd är 962 millimeter. Den regnigaste månaden är juli, med i genomsnitt 322 mm nederbörd, och den torraste är januari, med 6 mm nederbörd.